# Kamag Transporttechnik
Kamag Transporttechnik (kurz Kamag, Eigenschreibweise TII KAMAG) ist ein deutsches Unternehmen mit Sitz in Ulm, Baden-Württemberg. Es ist beispielsweise auf die Herstellung von Industriefahrzeugen, Modultransportern und Fahrzeugen für die Terminallogistik spezialisiert. Kamag ist ein Teil von Transporter Industry International (kurz TII).

## Geschichte
1969 gründeten der Unternehmer Franz Xaver Kögel und der Ingenieur Karl Weinmann die Karlsdorfer Maschinenbau Gesellschaft (kurz Kamag). Ihre Geschäftsidee war es, Schwertransporte auf die Straße zu verlagern, um flexiblere Abläufe zu ermöglichen und höhere Lasten zu bewältigen. Zu den ersten Produkten zählten Sonderfahrzeuge für Stahlwerke und Schiffswerften. Das Unternehmen entwickelte sich erfolgreich, sodass es 1971 größere Räume in Ulm beziehen musste.
Kamag wurde (neben Innova) zu einem der wichtigsten Geschäftsbereiche der Kögel Fahrzeugwerke. 1991 brachten die Eigentümer einen Teil der Vorzugsaktien der Muttergesellschaft an die Börse, um so unter anderem die internationale Expansion zu finanzieren. Im weiteren Verlauf der 1990er Jahre trug Kamag entscheidend zur positiven Entwicklung der gesamten Unternehmensgruppe bei. Daher war man von der Insolvenz der Kögel Fahrzeugwerke im Jahr 2004 zunächst nicht unmittelbar betroffen. In der Folge kam jedoch ein Verkauf ins Gespräch.
Im Bieterverfahren um Kamag setzte sich der Heilbronner Unternehmer Otto Rettenmaier durch. Dieser führte das Unternehmen mit der Scheuerle Fahrzeugfabrik und Nicolas Industrie (Auxerre, F) unter dem Dach der Holding Transporter Industry International zusammen. Die Unternehmensgruppe deckt die gesamte Palette des Schwerlasttransports ab.

## Unternehmensstruktur
Die Kamag Transporttechnik GmbH & Co. KG ist eine Kommanditgesellschaft nach deutschem Recht. Sie wurde 2008 in das Handelsregister des Amtsgerichts Ulm eingetragen. Als Komplementärin fungiert die Otto Rettenmaier GmbH mit Sitz in Heilbronn. Es handelt sich um eine haftungsbeschränkte Beteiligungsgesellschaft von Otto Rettenmaier, die auch die Geschäftsführung stellt. Zudem ist die Transporter Industry International GmbH mit Sitz in Heilbronn als Kommanditistin beteiligt. Diese übt indirekt einen beherrschenden Einfluss auf das Unternehmen aus.

## Produkte
Kamag entwickelt und produziert spezialisierte Transporter und andere modulare Fahrzeuge für verschiedenste Einsatzgebiete. Dazu kommen Dienstleistungen etwa im Bereich der Wartung und der Schulung. Das Unternehmen ist beispielsweise mit koppelbaren Werfttransportern erfolgreich. Zu seinen Innovationen zählt das erste elektrische AGV (Automatically Guided Vehicle) für den fahrerlosen Transport palettierter Ladung im Außenbereich.
International bekannt wurde das Unternehmen durch die Konstruktion eines Fahrzeugs für die US-amerikanische Raumfahrtbehörde NASA. Sie nutzte selbst angetriebene Module von Kamag für den Transport der Raumfähre Endeavour durch die Straßen von Los Angeles.
Das Kraftfahrt-Bundesamt weist jährlich rund 100 Neuzulassungen der Marke Kamag aus. Die Statistik der deutschen Behörde zur Marke reicht bis 2012 zurück.
Galerie (Auswahl)

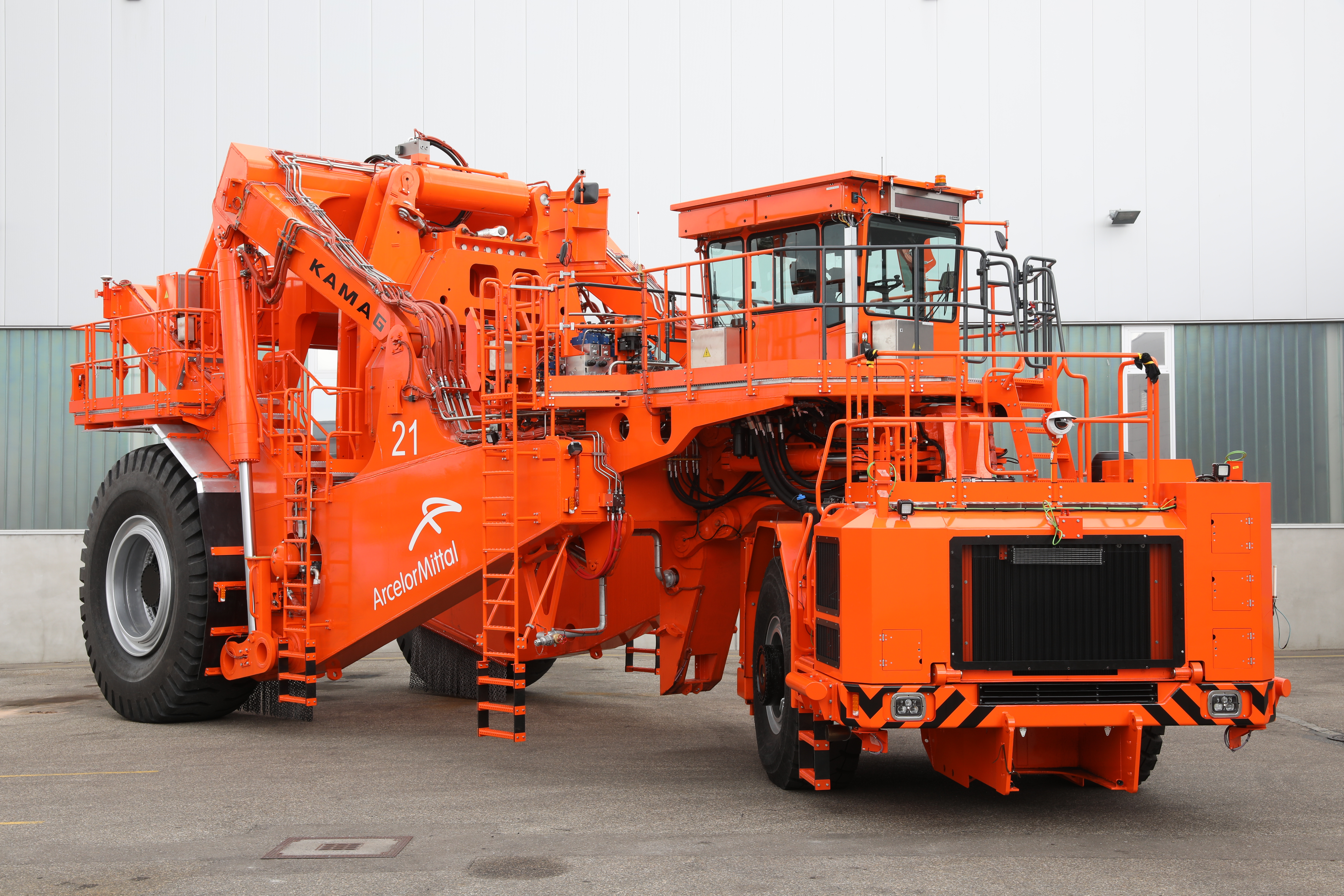
Brammentransporter
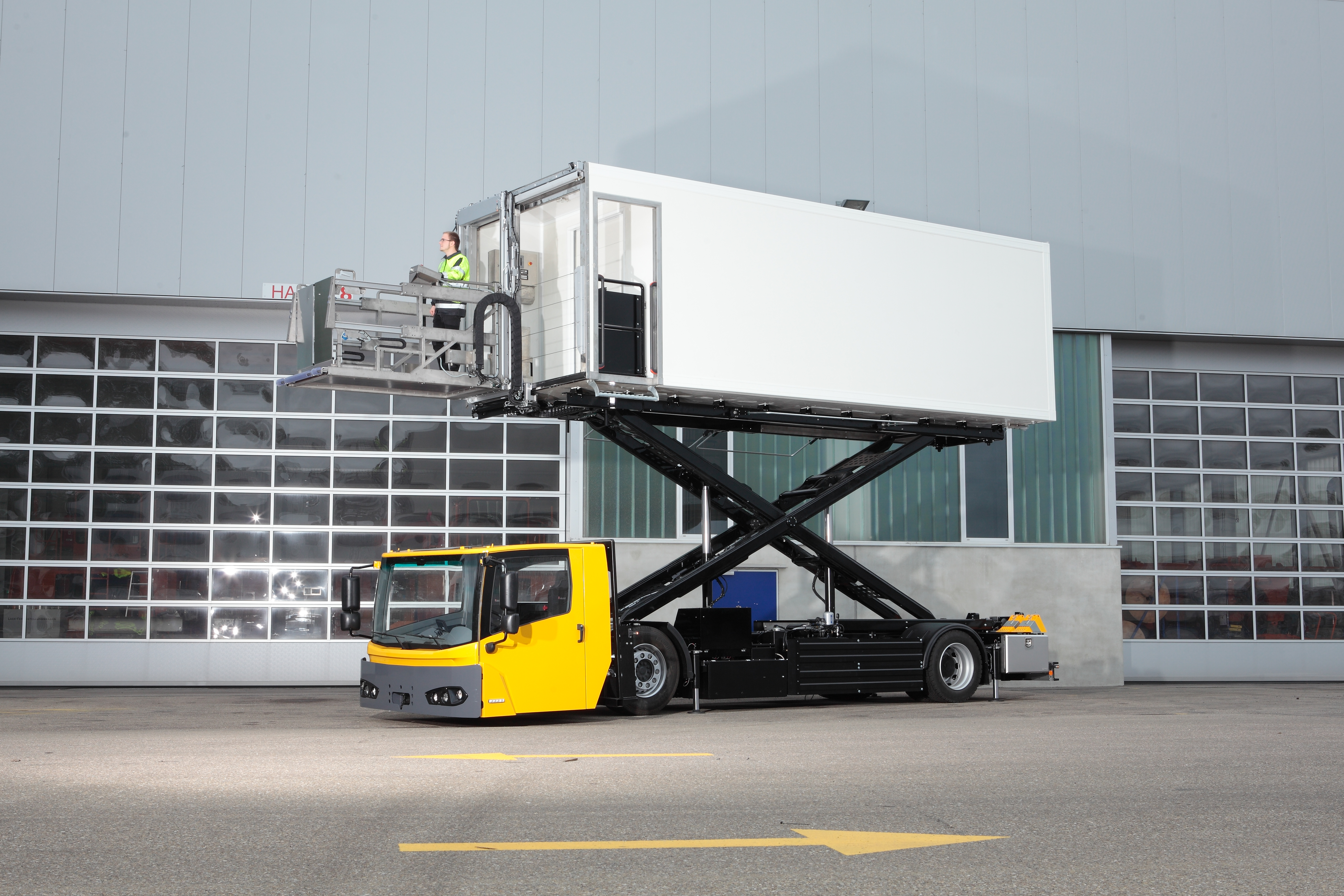
E-Catering Wiesel
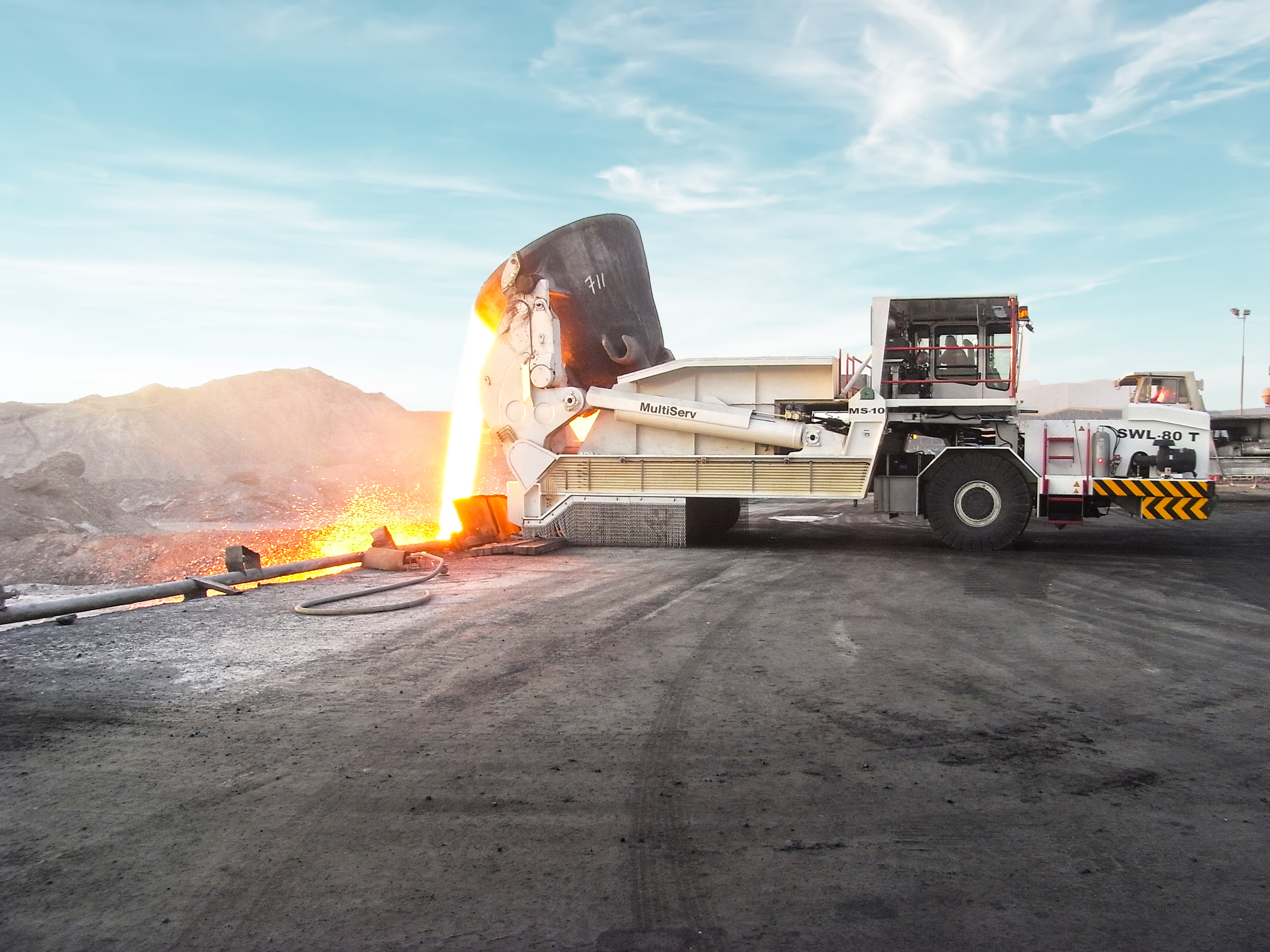
Schlackentransporter
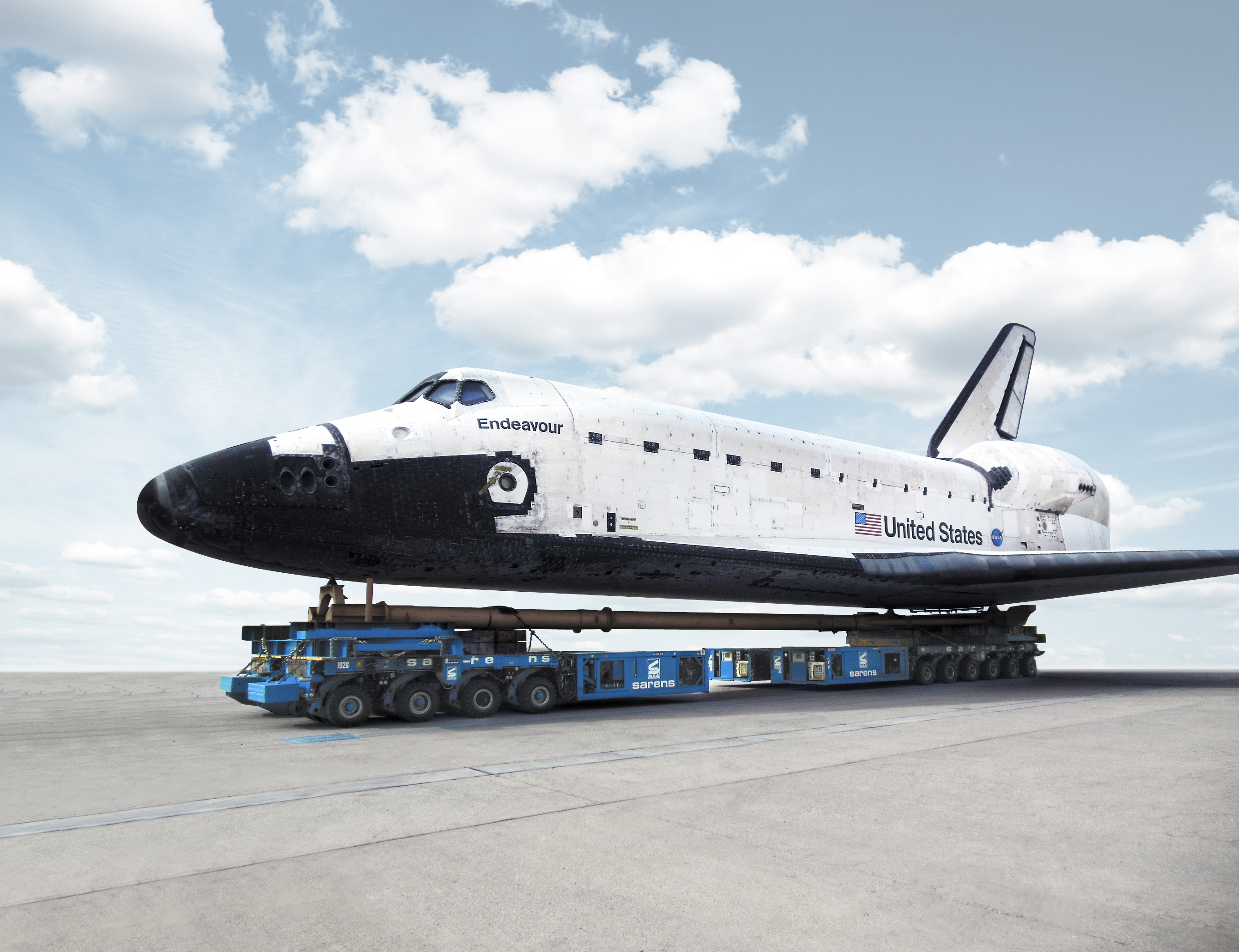
Endeavour-Transport
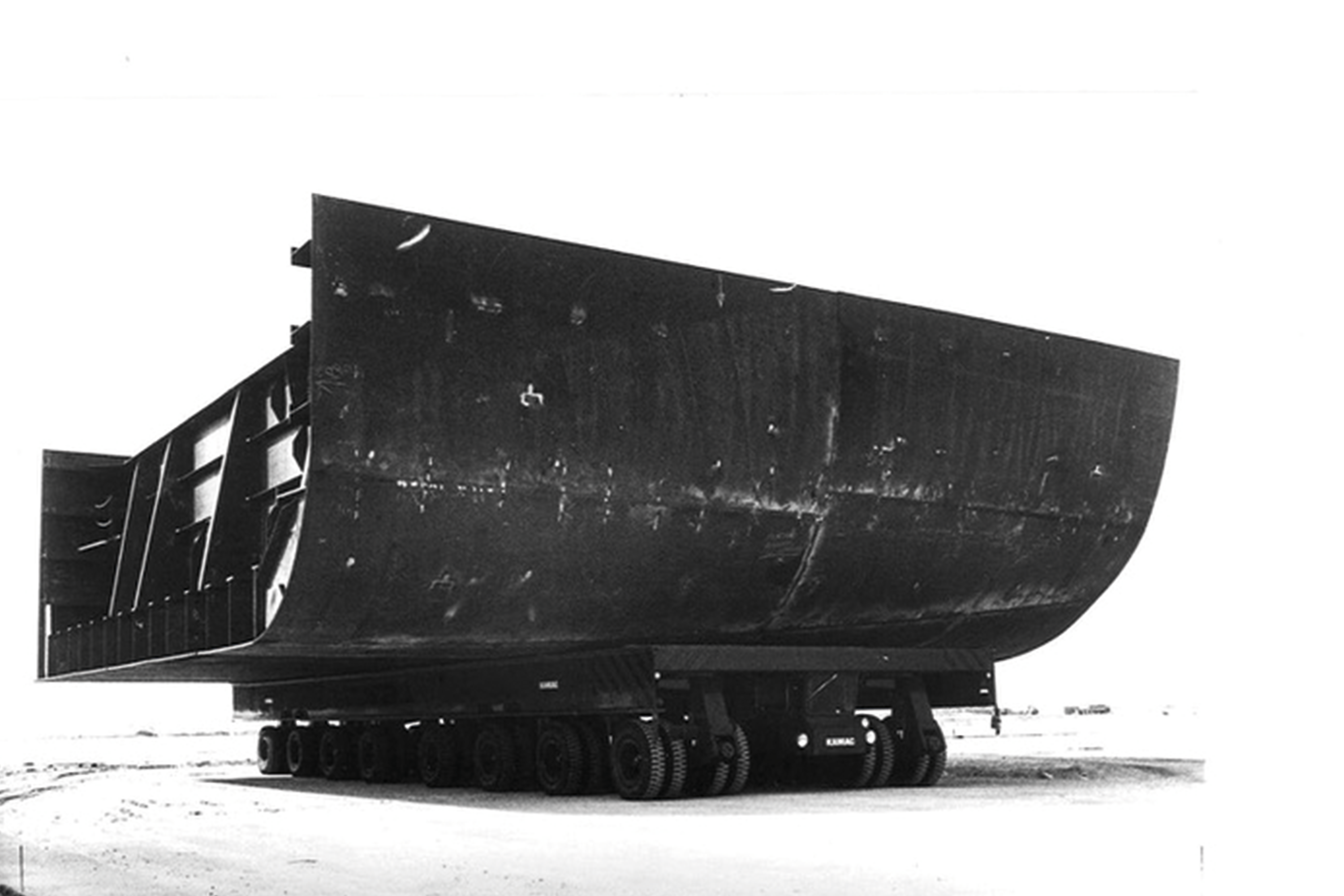
Schiffsektionstransporter
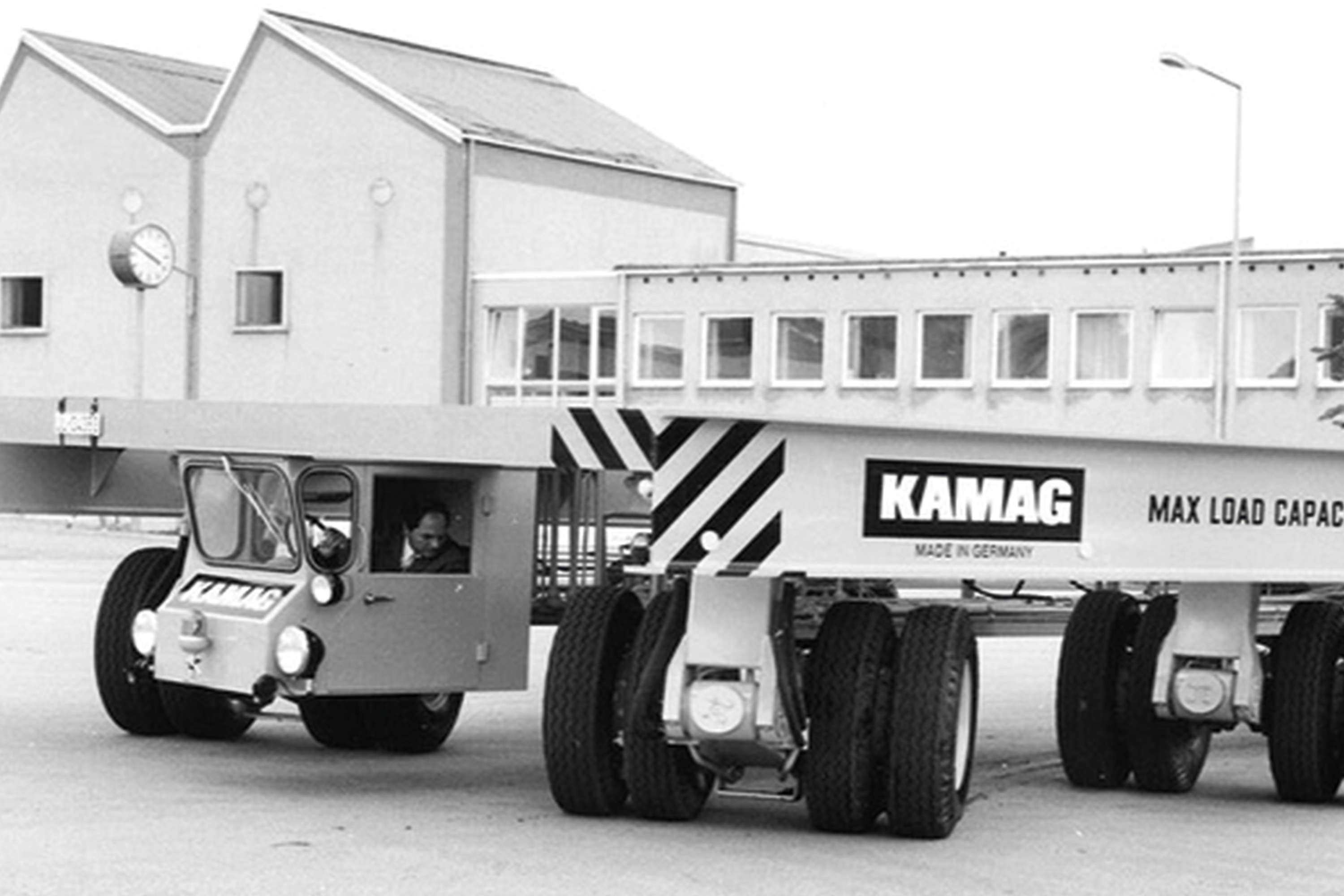
Sektionshubwagen
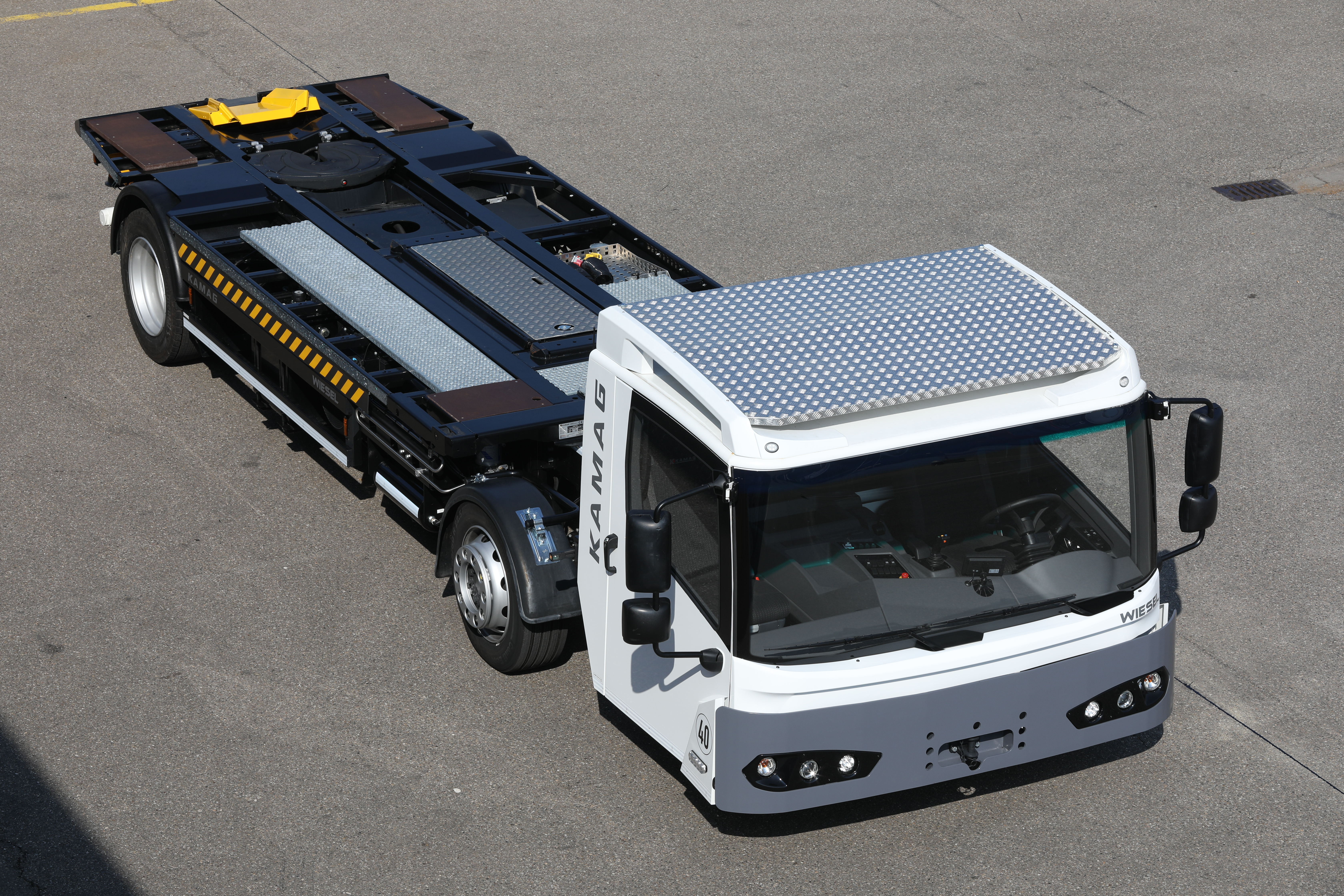
Wechselbrückenwagen